# Віолетта Шабо
Віолетта Рене Елізабет Шабо, уроджена Бушелл (фр. Violette Reine Elizabeth Szabo (Bushell); 26 червня 1921, Париж — 5 лютого 1945, Равенсбрюк) — французька агентка британської секретної урядової служби, яка підтримувала рух Опору в окупованих країнах Європи під час Другої світової війни — Управління спеціальних операцій (SOE).

## Біографія
Народилася в Парижі, була дочкою англійця Чарльза Бушелла і француженки Рене Леруа. Виросла у Франції та Великій Британії. В 14 років покинула школу і декілька років працювала перукарем та продавцем. Перед початком Другої світової війни проживала в Брикстоні. У 1940 році вийшла заміж за офіцера Іноземного легіону — Етьєна Шабо. У червні 1942 року народилася їхня дочка Таня, а в жовтні Етьєн загинув під час другого бою при Ель-Аламейні.
Ставши агентом SOE, 6 квітня 1944 року було вперше відправлено на територію окупованої Франції разом з кур'єром Філіпом Левером, щоб увійти в контакт з місцевим рухом Опору.
30 квітня повернулася до Англії і з 7 на 8 червня 1944 року була знову відправлена до Франції з місією вступити в контакт з рухом Опору в околицях Ліможа. разом із напарником вони мали проїхалти 100 кілометрів автомобілем, після чого продовжити шлях на велосипедах. 10 червня автомобіль зупинили солдати 2-ї танкової дивізії СС «Дас Райх» (в той же день відбулася також бійня в Орадур-сюр-Глан) на контрольно-пропускному пункті поблизу Салон-ла-Тура. Шабо разом із напарником вискочила з автомобіля і спробувала втекти, одночасно відстрілюючись від солдатів і прикриваючи напарника. Коли в неї закінчились боєприпаси, її схопили. Бійці Опору планували звільнити Шабо, але здійснити це перешкодила її відправка в Париж. В Парижі Шабо 4 дні допитували співробітники СД.
Відбувала ув'язнення в декількох німецьких концтаборах, в тому числі в Равенсбрюці, де 5 лютого 1945 року була розстріляна разом з двома іншими жінками-агентами SOE за наказом коменданта табору штурмбаннфюрера СС Фріца Зурена. Їхні тіла були кремовані.

## Нагороди

### Велика Британія
- Георгіївський Хрест (Велика Британія) (1946; посмертно)
- Зірка 1939—1945
- Зірка Франції та Німеччини
- Воєнна медаль 1939—1945

### Франція
- Воєнний хрест 1939—1945
- Медаль Опору (1973; посмертно)

22 липня 2015 року нагороди Шабо купив британський колекеціонер лорд Майкл Ешкрофт за £260 000. 7 жовтня 2015 року він подарував Георгіївський хрест Шабо Імперському воєнному музею.

## Пам'ять

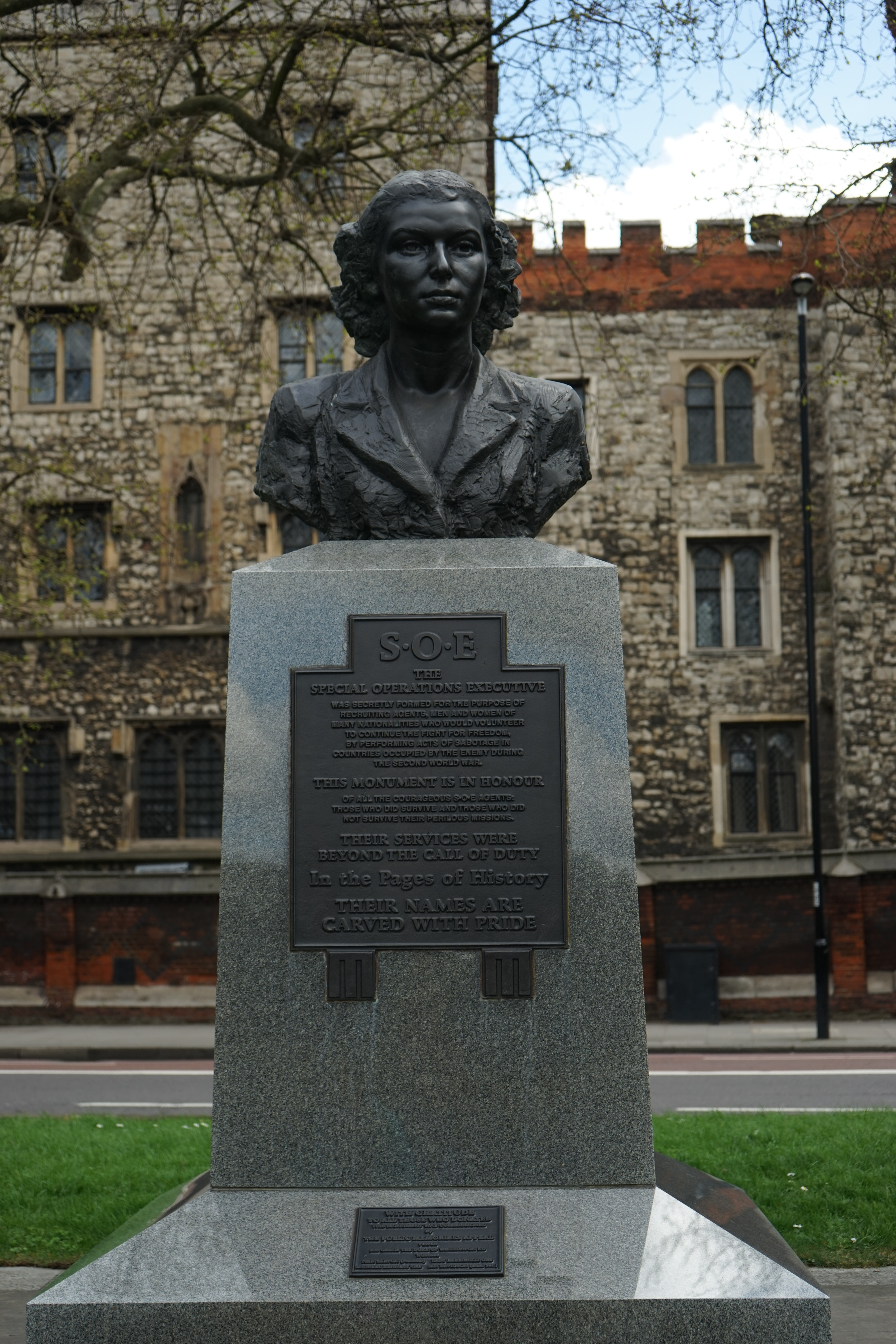
Пам'ятник Віолетті Шабо в Лондоні.

- У графстві Херефордшир діє музей Віолетти Шабо[4], в Лондоні їй встановлено пам'ятник.
- Британський письменник Ар Джей Мінні написав в 1956 році книгу «Із гордістю пишіть її ім'я» (англ. Carve Her Name with Pride), екранізація якого відбулася в 1958 році. Головну роль зіграла Вірджинія Маккенна.
- У 2009 році німецькою студією Replay Studios випущена відеогра в жанрі стелс-екшену від третьої особи Velvet Assassin. Шабо стала прообразом головної героїні гри, Віолетти Саммер, а в основу сюжету якої лягли реальні події з її життя.